# Білокур Катерина Василівна
Білоку́р Катери́на Васи́лівна (24 листопада (7 грудня) 1900, с. Богданівка, Пирятинський повіт, Полтавська губернія — 10 червня (за ін. даними 9 червня[джерело?]) 1961, с. Богданівка, Яготинський район, Київська область) — українська художниця жанру наївного мистецтва, майстриня народного декоративного живопису. Входить до переліку найвідоміших жінок давньої та сучасної України.

## Життєпис
Катерина Білокур народилася 24 листопада (7 грудня) 1900 року. Батько, Василь Йосипович Білокур, був заможною людиною, мав 2,5 десятини орної землі, тримав худобу. Мала братів Григорія та Павла.
У 6–7 років Катерина Білокур навчилася читати, однак на сімейній раді вирішили не віддавати дочку до школи, щоб, попри достаток у родині, зекономити на одязі та взутті.
Малювати почала з ранніх років, однак батьки не схвалювали це заняття і забороняли ним займатися як таким, що відвертає увагу від роботи по господарству і зашкодить заміжжю.
Про свої перші кроки у мистецтві художниця згадувала:
Катерина продовжувала малювати потайки від рідних, використовуючи полотно та ву́гіль. Малювала декорації для драмгуртка, створеного сусідом і родичем Білокурів — Микитою Тонконогом. Пізніше Білокур також грала на сцені цього театру.
У 1922–1923 роках дізналася Катерина Білокур про Миргородський технікум художньої кераміки та вирушила до Миргорода, маючи при собі два малюнки: «копія з якоїсь картинки» і начерк дідівської хати з натури, виконані уже не на полотні, а на спеціально для цього придбаному папері.
У технікум Білокур не прийняли через відсутність документа про закінчення семирічки. Вражена відмовою, вона повернулася додому пішки.
Малювати не покидала і згодом почала відвідувати драматичний гурток, організований подружжям вчителів Калитів. Батьки погодилися на участь доньки у виставах, але за умови, що драмгурток не заважатиме роботі по господарству.
У гуртку ставили «Наталку Полтавку» Івана Котляревського, «Сватання на Гончарівці» Григорія Квітки-Основ'яненка, «Наймичку» і «Безталанну» Івана Карпенка-Карого, «Матір-наймичку» Івана Тогобочного (інсценізацію «Наймички» Тараса Шевченка) тощо. У свої 24–26 років Білокур переважно грала «молодиць».
1928 року Катерина Білокур дізналася про набір студентів до Київського театрального технікуму і вирішує спробувати свої сили. Але ситуація повторюється: їй знову відмовляють з тієї ж причини.
Восени 1934 року робить спробу втопитися в річці Чумгак, внаслідок чого застудила ноги. Після цієї спроби батько з прокльонами згодився на заняття Катерини Білокур малюванням.

### Творчий злет
Навесні 1940 року Білокур почула по радіо пісню «Чи я в лузі не калина була» у виконанні Оксани Петрусенко і звернулася до співачки з листом, заадресувавши його: «Київ, академічний театр, Оксані Петрусенко».
До листа додала малюнок калини на шматкові полотна. Малюнок вразив Петрусенко. Порадившись із друзями — Василем Касіяном і Павлом Тичиною — вона звернулася Центр народної творчості, після чого до обласного центру надійшло розпорядження знайти Катерину Білокур і поцікавитися її роботами.
Село Богданівку відвідав Володимир Хитько, що очолював тоді художньо-методичну раду обласного Будинку народної творчості. Декілька картин він показав у Полтаві художнику Матвієві Донцову. 1940 року в Полтавському будинку народної творчості була відкрита персональна виставка художниці-самоучки з Богданівки, яка на той час складалася лише з 11 картин.
Виставка мала величезний успіх. Художницю преміювали поїздкою до Москви. У супроводі Володимира Хитька вона відвідала Третьяковську галерею, Пушкінський музей.
1944 року село Богданівку відвідав директор Державного музею українського народного декоративного мистецтва Василь Нагай. Він запропонував Білокур виставку і закупити картини. Саме завдяки йому Національний музей декоративного мистецтва України має найкращу колекцію робіт Білокур.
1949 року стала членкинею Спілки художників України.
1951 року нагороджена орденом «Знак Пошани», одержала звання Заслуженого діяча мистецтв України.
1956 року одержала звання Народного художника України.
Твори Катерини Білокур регулярно експонувалися на виставках у Полтаві, Києві, Москві та інших містах світу.
Три картини Білокур — «Цар-Колос», «Берізка» і «Колгоспне поле» були введені до складу експозиції радянського мистецтва на Міжнародній виставці в Парижі (1954). Пікассо порівняв Білокур з іншою представницею «наївного мистецтва» — Серафіною Луї. Це звучить тим дивовижніше, що в основному про сучасне йому мистецтво Пікассо відгукувався вкрай негативно.[джерело?]
У мисткині з'являються численні друзі, передусім художники й мистецтвознавці, у колі яких вона знаходить розуміння та повагу. Крім зустрічей, вона веде з ними тривале листування з Богданівки. Серед її адресатів — поет Павло Тичина і його дружина Лідія Петрівна Папарук, мистецтвознавець Стефан Таранушенко, директор Музею українського народного декоративного мистецтва Василь Нагай, художники й художниці Олена Кульчицька, Матвій Донцов, Емма Гурович та ін. У Богданівці у Білокур з'являються учениці: Ольга Бінчук, Тамара Ганжа, Ганна Самарська.

### Останні роки та смерть

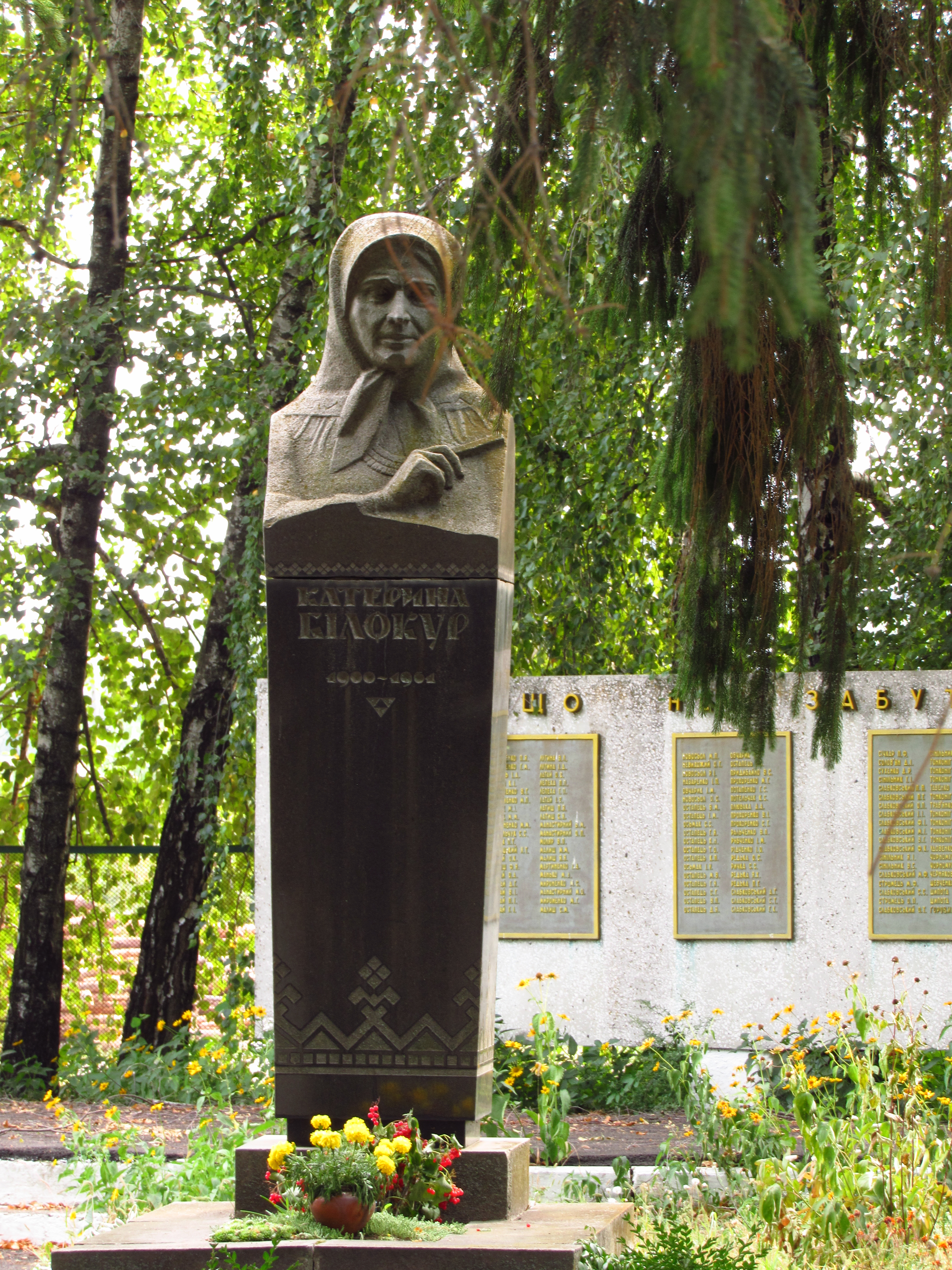
Могила Катерини Білокур

Після закінчення німецько-радянської війни сім'я Білокурів стає колгоспниками. 1948 року помирає батько. Катерина якийсь час живе з хворою матір'ю, а згодом до них переїжджає брат Григорій із дружиною та 5 дітьми. У родині починаються численні сварки.
Навесні 1961 року до болю в ногах додається сильний біль у шлунку. Домашні лікувальні засоби не помагають, а в богданівській аптеці немає необхідних ліків.
На початку червня 1961 року помирає мати художниці. Того ж року Катерину Білокур відвозять до Яготинської районної лікарні. 10 червня їй роблять хірургічну операцію, яка нічим не допомагає. Того ж дня художниця помирає.
Похована в селі Богданівка. Автор надгробного пам'ятника — скульптор Іван Гончар.

### Визнання та вплив
Коли Катерині Білокур було надано звання народної художниці України, в Богданівку, раніше богом забуте село, як казала сама мисткиня, почали навідуватися гості з Києва, її згадують поряд зі славетними примітивістами Анрі Руссо, Іваном і Йосипом Генераличами, Марією Примаченко, Ніко Піросманішвілі, Ганною Собачко-Шостак. Катерина Білокур зуміла сягнути вершин успіху і прославити українське мистецтво на цілий світ. Їй довелося пережити осуд і нерозуміння односельців, які вбачали в її заняттях малюванням спробу ухилитися від хатньої роботи. Вона зустріла заборони та нерозуміння батьків, що відкидали її талант. І все-таки подолавши такі непрості в сільському житті перешкоди, вона самотужки, крок за кроком відкривала для себе таємниці живопису. Не маючи коштів на фарби й пензлі, готувала їх сама з рослин та щетини, не маючи спеціальної художньої освіти, альбомів та книжок, навчалася у природи.
Пабло Пікассо був у захопленні від робіт української художниці Катерини Білокур. У 1954 році, коли він побачив її роботи на виставці, то сказав, що вони геніальні і порівняв Катерину Білокур з відомою всьому світові художницею Серафін Луїс.

## Творчий стиль та художні прийоми
Білокур сама робила пензлі з коров'ячої вовни, котячої шерсті, вишневих гілочок і бляхи від консервних банок. Вони були настільки тонкими, що нагадували голки. Тут Білокур послідовністю роботи споріднюється з українськими вишивальницями рушників, які вишивають квітку за квіткою.

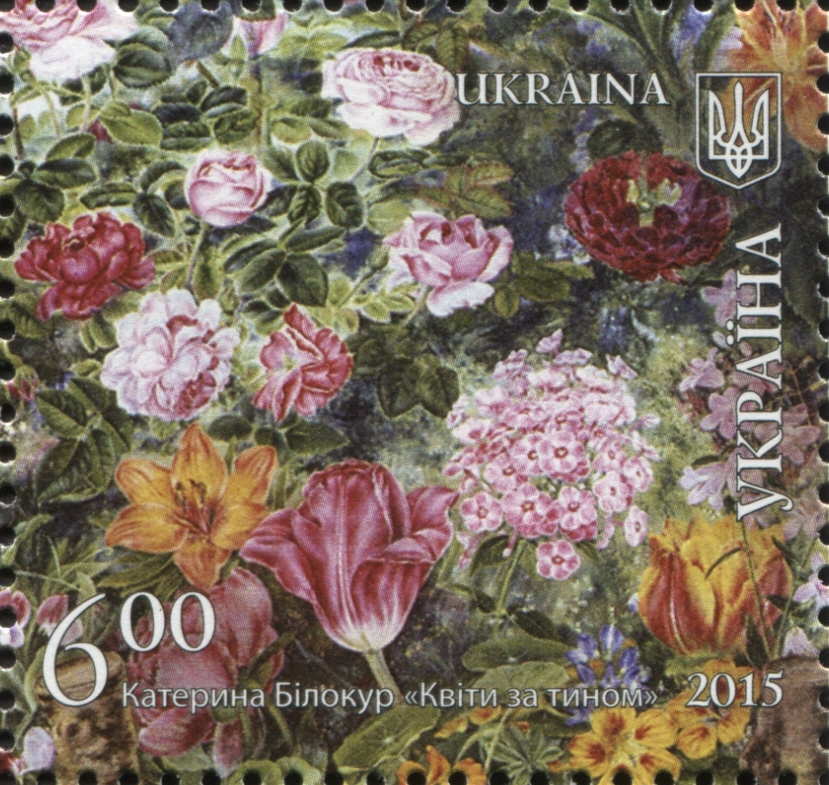

Живопис Білокур — «вишивка» олійними фарбами на полотні. Народна вишивка вінчає собою весь процес виробництва тканини, наче розкриває властивість, внутрішню ідею полотна. Білокур пише в автобіографії, що «тіпала, микала, пряла, ткала, шила», «білила», створювала «гарні вишивки». У розумінні художниці полотно — це насамперед те, що можна зшивати, навіть якщо воно записане олією. Її олійний живопис так само вінчає і розкриває ідею полотна, як і українська вишивка. Такого ставлення до полотна професійний станковіст не знає. Для нього полотно — просто зображальна площина поряд із будь-якою іншою зображальною площиною, що підходить йому для реалізації його задумів.
Тло на майже всіх олійних полотнах Катерини Білокур — просте, виконане чистим кольором, найчастіше синім або блакитним. Вона навіть не писала тло, а скоріше, фарбувала полотно та вже поверх писала квіти.

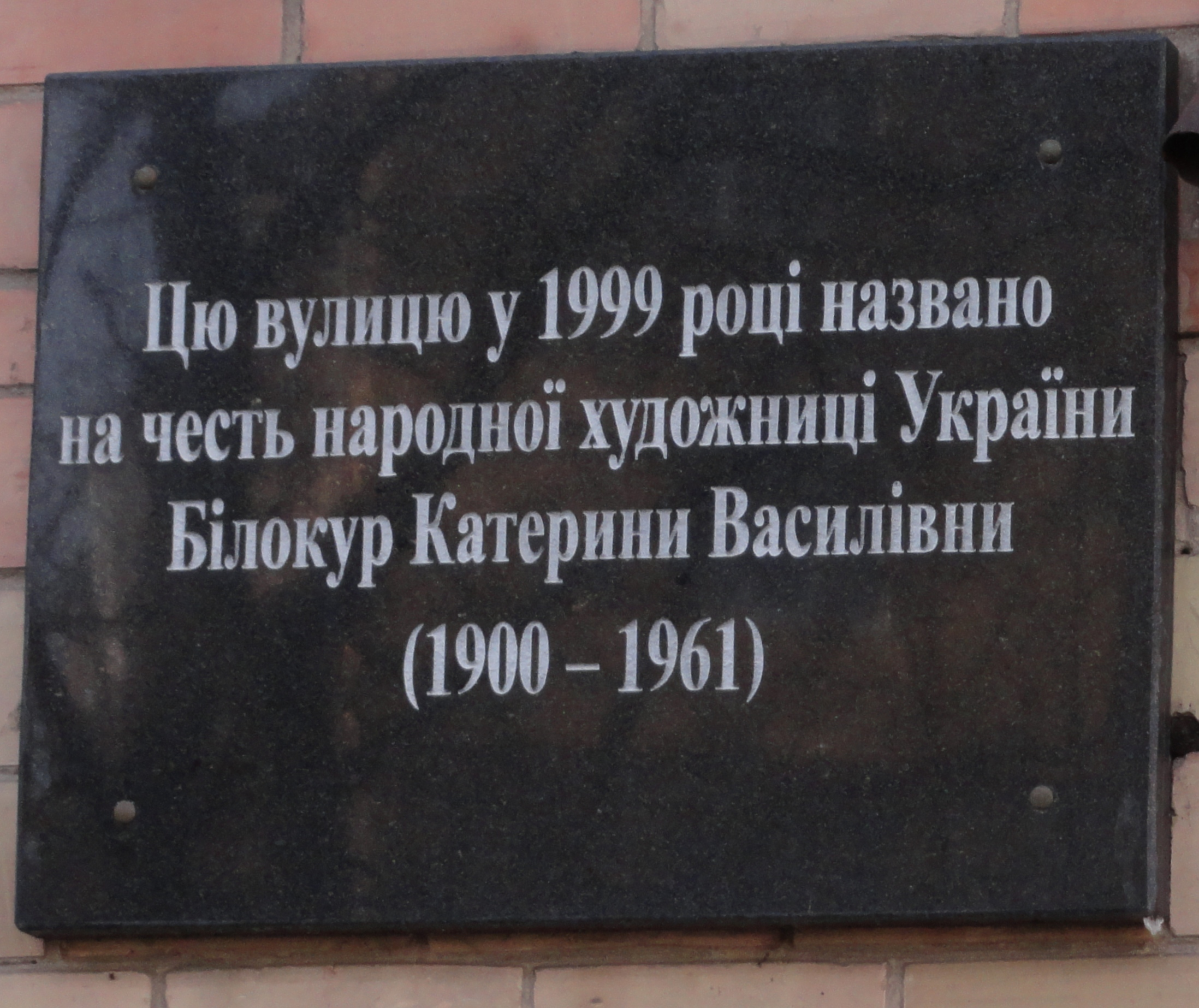
Пам'ятна дошка на вул. Катерини Білокур у Києві

Білокур користувалася нетрадиційним способом закріплення полотна на підрамнику. Зазвичай для кожного полотна робиться індивідуальний підрамник, й полотно на ньому закріплюється нерухомо, раз і назавжди. Але виготовлення підрамників для мисткині було надто дорогим та складним, тому підрамник у Білокур виконує ту ж функцію, що п'яльця для вишивки. Народна художниця, усупереч правилам, кріпила полотно на підрамнику шпагатом, а коли робота була завершена, знімала записане полотно та кріпила на раму інше. Саме так і поводиться вишивальниця, знімаючи вишивку з п'ялець.
Здебільшого Білокур малювала квіти. Нерідко в одній картині поєднувала весняні й осінні — така картина і створювалася з весни до осені. 6 жоржин на картині «Колгоспне поле» малювала три тижні. Окрім квітів, Катерина Білокур малювала пейзажі та портрети.

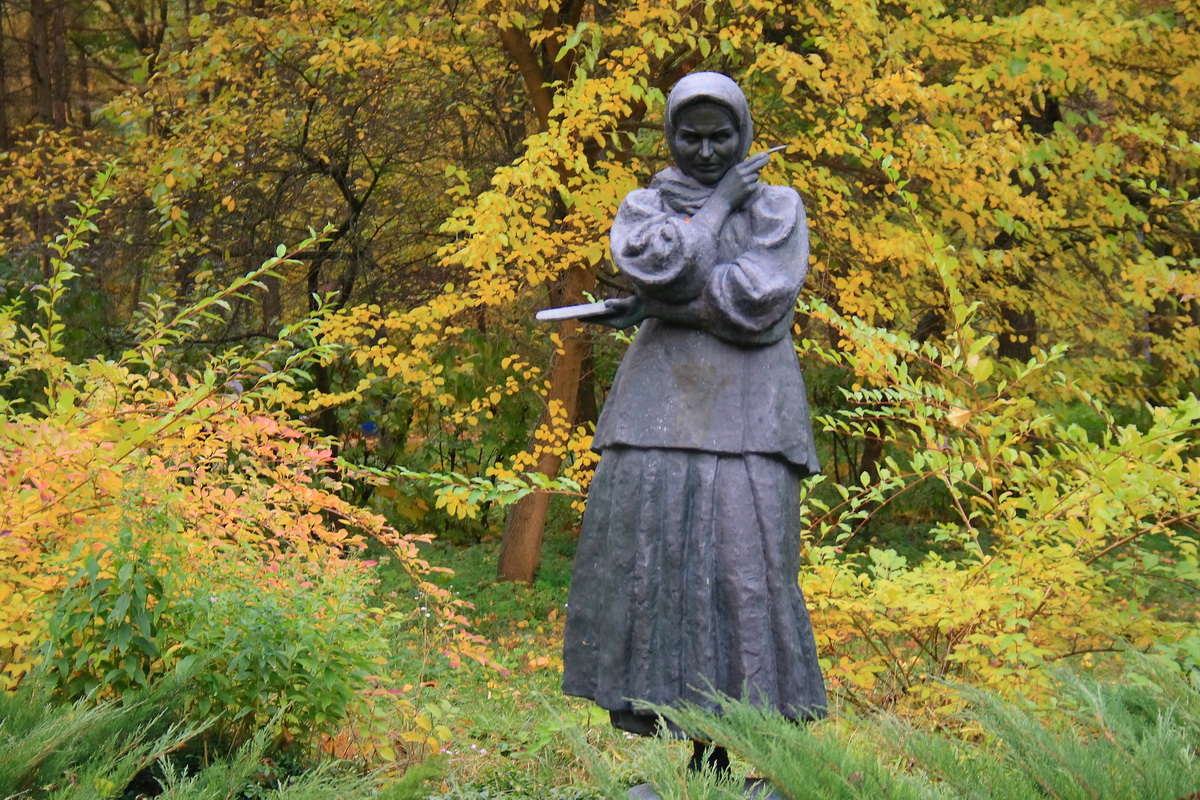
Пам'ятник Катерині Білокур у місті Яготині

Кожна квіточка, гілочка, ягідка в рослинному світі художниці любовно, ретельно виписані, виділені, обведені світлим обідком. У рослинних композиціях художниці немає єдиного джерела світла; різні елементи освітлені неоднаково і кожний має, так би мовити, свою точку зору. У рослинному світі Катерини Білокур кожна деталь добре диференційована, виписані навіть прожилки пелюсток, і, попри численність об'єктів — квітів, овочів, фруктів — композиція в цілому не розпадається, а тримається дуже добре, картина залишає враження завершеного, замкнутого в собі світу. До того ж жодна деталь не губиться, а виграє, демонструючи себе. На багатьох її полотнах квіти випромінюють світло.
Улюбленими фарбами Білокур були ультрамарин і синій кобальт. Найвдаліші та найчисельніші картини написані саме на синьому тлі. Спочатку мисткиня писала саморобними фарбами з калини, бузини, цибулі. Надалі вона перейшла на ґрунтоване полотно й олійні фарби. У якості розріджувача служила лляна олія.
В олійному живописі Білокур внутрішній зв'язок між об'єктом, способом зображення, зображальною площиною та фарбами. Виявлення цих зв'язків простежує джерела творчості Катерини Білокур до української вишивки та ткацтва, народної традиції, що сягає глибокої архаїки.

## Вшанування пам'яті

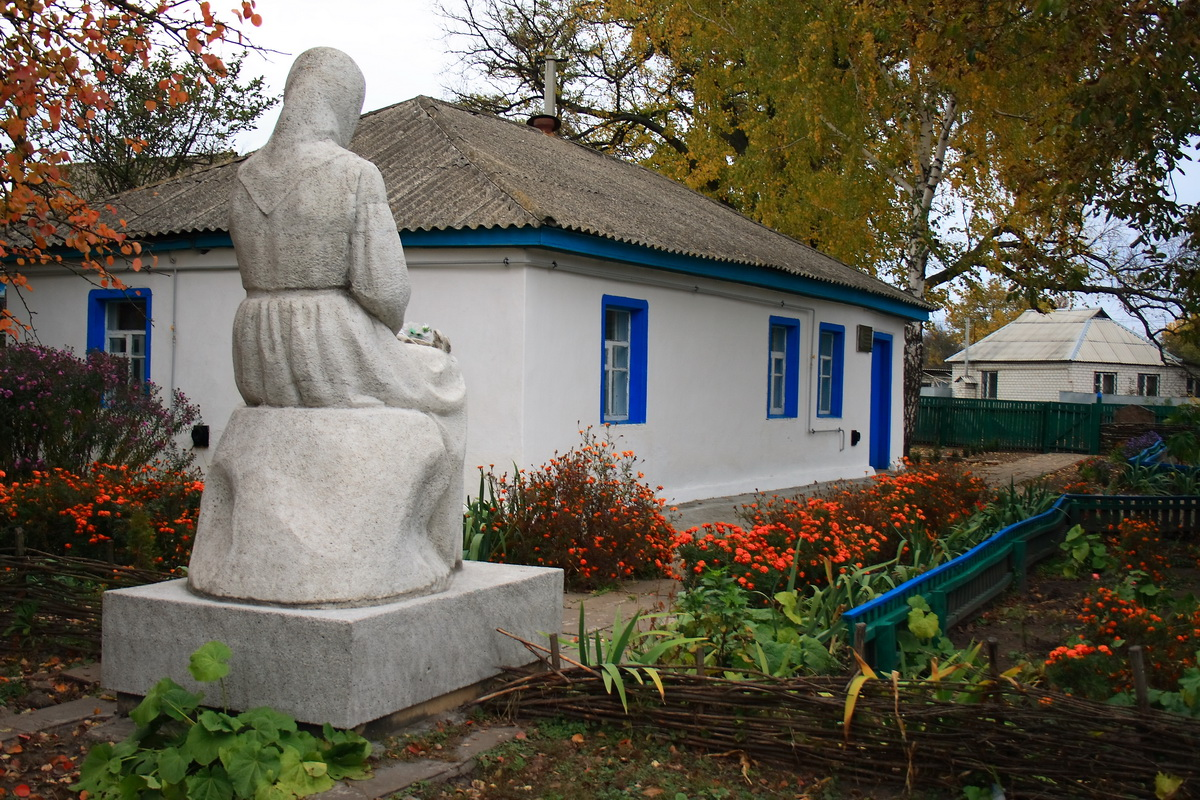
Меморіальний музей-садиба Катерини Білокур

- У 1977 році в хаті Білокурів в селі Богданівка створений Музей-садиба Катерини Білокур[12].
- На честь Катерини Білокур названі вулиці і провулки в багатьох містах України.
- Ім'ям художниці названо пластовий курінь ч. 58, що у Тернопільській станиці. Дівчата з куреня імені Катерини Білокур намагаються якнайбільше ознайомити сучасне суспільство із творчістю великої майстрині[13].
- У червні 1989 постановою РМ УРСР засновано премію імені Катерини Білокур за визначні твори традиційного народного мистецтва з метою стимулювання розвитку українського народного мистецтва[14][15].
- На її честь у 2000 році викарбувано пам'ятну монету[16].
- З 2012 року щорічно 9 червня, або в найближчі вихідні дні, в селі Богданівка Бориспільського району, Київської області проводиться міжрегіональний фестиваль народної творчості «Катеринина пісня», присвячений пам'яті художниці[17].
- У листопаді 2016 року Український інститут національної пам'яті в рамках відзначення 83-х роковин Голодомору в Україні вніс її ім'я до проєкту «Незламні», на знак відзнаки на державному рівні 15 видатних людей, що пройшли через 1932–1933 роки та змогли реалізувати себе[18].
- Світові Катерину Білокур відкрив український письменник, дослідник творчості художниці Кагарлицький Микола Феодосійович, зібравши та видавши листи мисткині, а також спогади сучасників про неї[19].
- 14 листопада 2024 року на честь Катерини Білокур названо кратер[en] на Меркурії.[20]

## Катерина Білокур у мистецтві

### Музика
- Елемент нумерованого списку
- Твори композиторки Лесі Дичко[21][22]:
  - 1983 — «Катерина Білокур, або Натхнення» (1983, одноактний балет за мотивами творчості художниці);
  - 1986 — «Фрески за картинами Катерини Білокур» у 2-х зошитах для скрипки та органа;
  - Здійснена постановка балету Л. Дичко «Катерина Білокур» (Національна філармонія України, постановка Алли Рубіної)[23].

### Театр
- У 2009 році режисер та сценограф Олександр Білозуб створив виставу «Дві квітки кольору індиго», головними героїнями якої стали художниці Катерина Білокур та Фріда Кало. Білокур на сцені втілила Олена Фесуненко. Прем'єра вистави відбулася 30 квітня 2009 року на сцені Національного академічного драматичного театру імені Івана Франка[24].

### Кіно
Про життя і творчість всесвітньо відомої української художниці знято телепередачі, художні та документальні кінострічки, зокрема:
- «Катерина Білокур» (1972, д/ф, режисерка: Лідія Островська-Кордюм)
- «Буйна» (1990, 2-серійний телевізійний художній фільм за сценарієм Валентини Лебедєвої, «Укртелефільм», режисер: Віктор Василенко, в ролі художниці — Раїса Недашківська)
- «Катерина Білокур. Послання» (2001, д/ф, студія «Кінематографіст», авторка сценарію і режисерка: Ольга Самолевська)[25]
- «Катерина Білокур. Сповідь» (телепередача, Телерадіокомпанія «Глас»)[26]

### Живопис
- Володимир Слєпченко. Катерина Білокур. Із серії «Обрані часом».

## Галерея

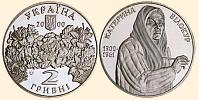
Іменна монета номіналом 2 гривні, 2000
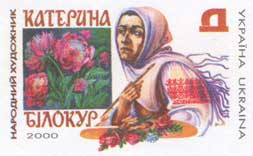
Марка України «народний художник», 2000
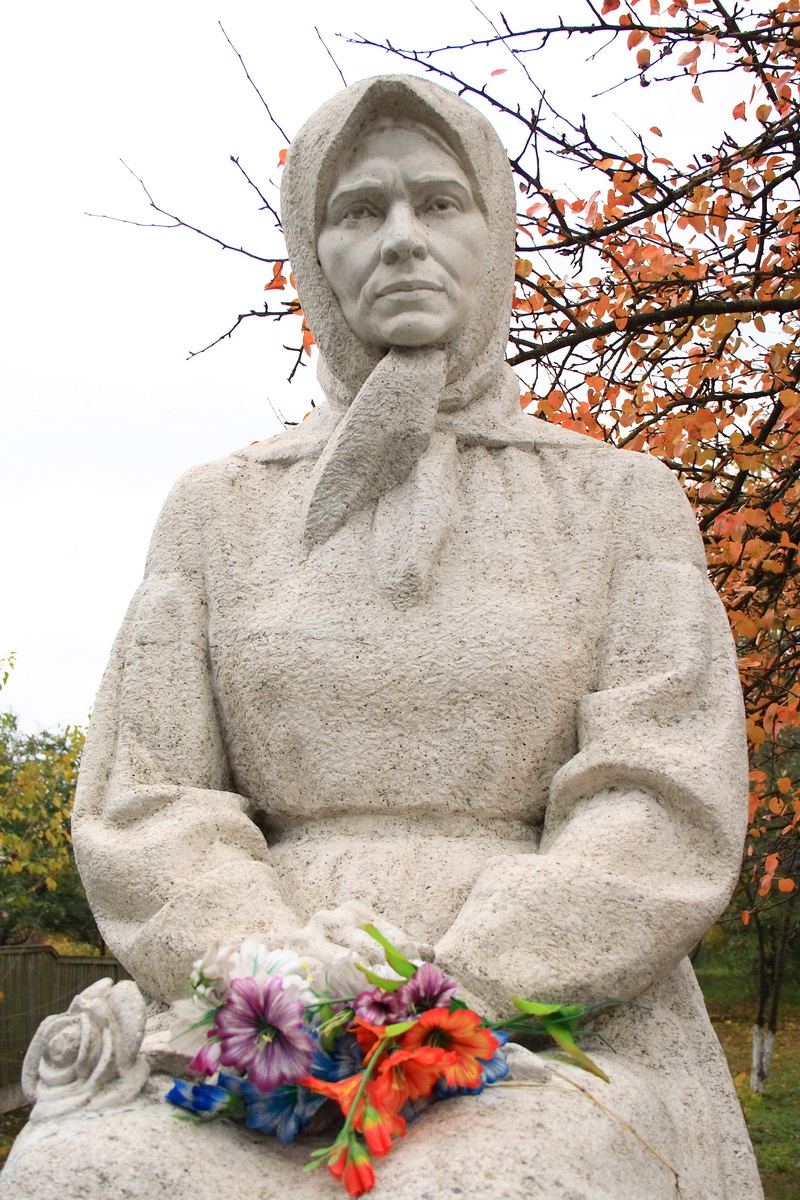
Пам'ятник Білокур у Богданівці
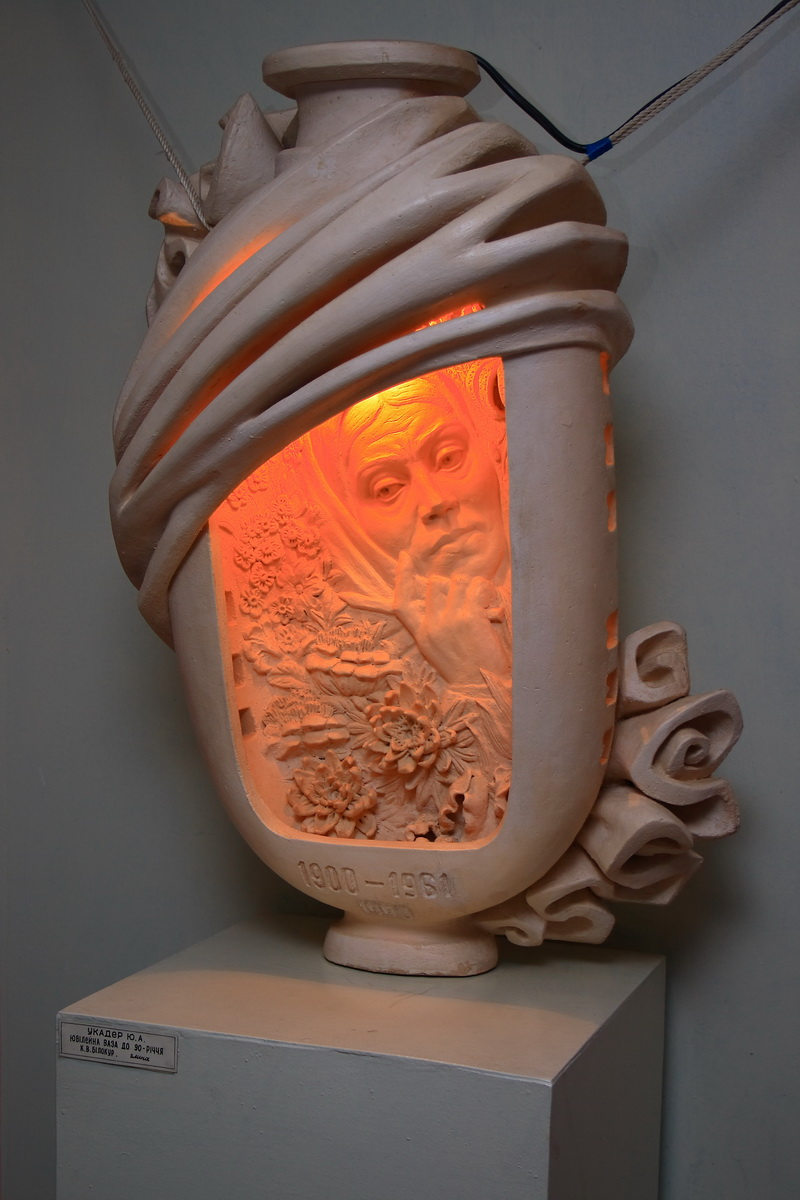
Ювілейна ваза до 90-річчя Катерини Білокур. Скульптор — Укадер Ю. А., Яготинська картинна галерея
К. В. Білокур. Модель в глині для пам'ятника. Скульптор — Іван Білокур.

## Список картин
1. Жінка в зеленому корсеті. 1920-ті рр.
2. У Богданівці, за греблею. Середина 1920-х рр.
3. Квіти. Кінець 1920-х рр.
4. Натюрморт. Кінець 1921-х рр.
5. Портрет Олі Білокур. 1928 р.
6. Портрет Надії Кононєнко. 1929 р.
7. Пейзаж з вітряком. Початок 1930-х рр.
8. Дорога в'ється в даль. Початок 1930-х рр.
9. Портрет колгоспниці Тетяни Бахмач. 1932—1933 рр.
10. Берізка. 1934 р., втрачена.
11. Квіти за тином. 1935 р.
12. Портрет племінниць художниці. 1937—1939 рр.
13. Квіти у тумані. 1940 р.
14. Сон. 1940 р.
15. Жоржини (Квіти і калина). 1940 р.
16. Дерева в лісі. 1940-ві рр.
17. Селянське подвір'я. 1940-ві рр.
18. На околиці. 1940-ві рр.
19. Портрет Софії Журби. 1940-ві рр.
20. Портрет Надії Білокур. 1941 р.
21. Польові квіти. 1941 р.
22. Квіти. 1942 р.
23. Квіти увечері. 1942 р.
24. Квіти на блакитному тлі. 1942—1943 рр.
25. Буйна. 1944—1947 рр.
26. Декоративне панно. 1945 р.
27. Привіт урожаю. 1946 р.
28. Півонії. 1946 р.
29. ХХХ-ліття СРСР. 1947 р.
30. Квіти та горіхи. 1948 р.
31. Півонії. 1948 р.
32. Колгоспне поле. 1948—1949 рр.
33. Букет квітів. Кінець 1940 — початок 1950-х рр.
34. Горобчики. Кінець 1940-х рр.
35. Тихесенький вечір на землю спадає. Кінець 1940-х рр.
36. Колгоспниця. 1949 р.
37. Цар Колос. 1949 р.
38. Ескіз «Жінка з палицею». 1950-ті рр.
39. Цар Колос (варіант). 1950-ті рр.
40. Рожі (Мальви) 1950 р.
41. Квіти, яблука і помідори. 1950 р.
42. Автопортрет. 1950 р.
43. За рідною Богданівкою. 1950 р.
44. Ваза з квітів. 1950-ті рр.
45. Щастя (Чорногузи дитину принесли). 1950 р.
46. Ескіз до картини «Щастя». 1950 р.
47. Щасливе дитинство. 1950-ті рр.
48. Квітоньки та берізоньки вечором. 1950 р.
49. Сердитий хлопець. 1950 р.
50. Снідання. 1950 р.
51. Пшениця, квіти, виноград. 1950—1952 рр.
52. Кавун, морква, квіти. 1951 р.
53. Щастя (не скінчений варіант). 1951 р.
54. Портрет дівчини. Початок 1950-х рр.
55. Ескіз «Калина. Мак». Початок 1950-х рр.
56. Квіти. 1952—1953 рр.
57. Квіти і виноград. 1953—1958 рр.
58. Квіти на синьому фоні. 1954 р.
59. Будьте здорові, з урожаєм. 1954 р.
60. Мальви та троянди. 1954—1958 рр.
61. Богданівські яблука. Середина 1950-х рр.
62. У старому селі. Зима. 1950-ті рр.
63. Гарбузи цвітіть. 1950-ті рр.
64. Ескіз «Будинок». 1950-ті рр.
65. Гілка полині. Середина 1950-х рр.
66. На кручі. 1950-ті рр.
67. Хата діда Савки. 1950-ті рр.
68. Сосна. 1950-ті р.р.
69. Дерево. Середина 1950-х рр.
70. Дерева за парканом. 1950-ті рр.
71. Гультяї (гумористична сценка). 1950-ті рр.
72. Автопортрет. 1955 р.
73. Хата в Богданівці. 1955 р.
74. Гай. 1955 р.
75. Автопортрет. 1957 р.
76. Георгіни. 1957 р.
77. Півонії. 1958 р.
78. Цветы и калина. 1958 р.
79. Натюрморт із колосками і глечиком. 1958—1959 р.
80. Натюрморт «Квіти та овочі» 1959 р.
81. Букет квітів. 1959 р.
82. Натюрморт. 1960 р.